# キキョウソウ
キキョウソウ（桔梗草、学名: Triodanis perfoliata、英名: Common Venus' looking-glass）は 北アメリカ・南アメリカに自生するキキョウ科の一年生植物。自生域はカナダからアルゼンチンにおよび、中国・韓国・オーストラリアに帰化している。日本では明治中期に植物園で栽培されていた記録があり、福島県以南に移入分布し、道端や公園の空き地などに群生する。別名はダンダンキキョウ。中国名は、穿葉異檐花。

## 特徴
北アメリカ原産の一年生の草本。茎の高さは30 - 80センチメートル (cm) ほどになり、稜に毛がある。葉は無柄で互生し、心形の基部で茎を抱く。葉身は、幅6 - 25ミリメートル (mm) で鈍鋸歯を持つ貝殻形。葉の上面は無毛であるが、下面には毛があり、葉縁にもまばらに毛が生える。
花期は初夏（5 - 8月）。葉腋に2、3個ずつ花をつけ、ほとんど花柄がない。初めはつぼみのまま自家受粉する閉鎖花のみをつけるが、あとになって普通の花をつける。普通花は車形花冠または鐘形花冠で青紫色。花冠は径15 - 18 mmで、5裂する。萼片は5個、雄蕊5個、雌蕊1個。閉鎖花の萼片は3個である。
果実は小さな円筒形の蒴果を多く付ける。果実の端部には萼片が残存し、熟すと中央に3個の穴が開き、子房の壁が蓋のようになって穴を被う。種子は微小で径0.3 mm。

## アメリカ先住民族による利用
チェロキー族は過食による消化不良に根の液体混合物を服用し、煎じた根を入浴に用いる。
メスクワキ族は一日中病気にさせるための嘔吐剤として使用し、儀式の際に喫煙する。